# Hermann von Teschenberg

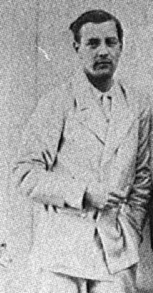
Hermann von Teschenberg

Hermann Freiherr von Teschenberg (* 6. Juli 1866 auf Gut Teschenberg, Mähren; † 6. November 1911 in Neapel) war ein österreichischer Jurist, Übersetzer und Verbandsaktivist.

## Leben
Hermann von Teschenberg war der Sohn des Diplomaten Ernst Maximilian Freiherr von Teschenberg. Anfang 20 wurde Hermann von Teschenberg im Wiener Prater beim Küssen eines Soldaten beobachtet, verließ darauf Wien und ging nach England. Dort lernte er Oscar Wilde kennen und übersetzte einige seiner Werke in die deutsche Sprache. Als Wilde in England 1895 inhaftiert wurde, zog Teschenberg nach Paris und dann nach Berlin. In Berlin wurde Baron von Teschenberg ein Freund von Magnus Hirschfeld. Teschenberg starb 1911 in Neapel.